# أمة واحدة بقيادة بولين هانسون
أمة واحدة حزب سياسي شعبوي يميني في أستراليا تقوده بولين هانسون.
حقق حزب أمة واحدة نجاحًا انتخابيًا في أواخر تسعينيات القرن العشرين، قبل معاناته من تدهور ممتد بعد عام 2001. اشتبه بقادته واتهموا بالغش لكنهم برءوا لاحقًا، وعانى الحزب من العديد من الانشقاقات والاستقالات والفضائح الداخلية الأخرى التي بلغت ذروتها باستقالة هانسون من الحزب. تعرضت سياسات وبرامج أمة واحدة لانتقادات شديدة لكونها عنصرية وتنطوي على رهاب الأجانب. لكن كان لأمة واحدة تأثير عميق على المناقشات حول التعددية الثقافية والهجرة في أستراليا. بعد عودة هانسون إلى القيادة وبعد الانتخابات الفيدرالية لعام 2016، حصل الحزب على 4 مقاعد في مجلس الشيوخ، بما في ذلك مقعد لهانسون نفسها، في كوينزلاند.
أسست عضو البرلمان بولين هانسون ومستشاريها ديفيد إيتريدغ وديفيد أولدفيلد حزب أمة واحدة في عام 1997، بعد إقصاء المرشحة الاتحادية هانسون عن الحزب الليبرالي الأسترالي. جاء الإقصاء قبل الانتخابات الفيدرالية لعام 1996 بعد التعليقات التي أدلت بها حول السكان الأصليين الأستراليين. كان أولدفيلد، المستشار في مجلس مانلي في ضواحي سيدني، وفي وقت من الأوقات موظفًا لدى الوزير الليبرالي توني أبوت، المهندس التنظيمي للحزب. بقيت هانسون مستقلًا لمدة عام واحد قبل تشكيل أمة واحدة.
بحجة أن الأحزاب السياسية الأخرى بعيدة كل البعد عن التيار الرئيسي لأستراليا، عمل حزب أمة واحدة على برنامج شعبوي وقومي واسع النطاق. وعد في البرنامج بالحد من الهجرة بشكل كبير وإلغاء «السياسات المسببة للانقسام والتمييز... المرتبطة بشؤون السكان الأصليين والتعددية الثقافية». أدان التعددية الثقافية باعتبارها «تهديدًا لأساس الثقافة الأسترالية والهوية والقيم المشتركة». خلال بدايته، وقف حزب أمة واحدة ضد سياسات الهجرة الحكومية الليبرالية وسياسات التعددية الثقافية مجادلًا بأنها تؤدي إلى «آسيوية أستراليا».
شجب الحزب العقلانية الاقتصادية والعولمة. من خلال تبني سياسات حمائية قوية، دعا الحزب إلى استعادة الرسوم الجمركية للاستيراد، وإحياء الصناعة التحويلية في أستراليا، وزيادة دعم الأعمال التجارية الصغيرة والقطاع الريفي.

## أيديولوجيا
وُصِفت أيديولوجية وسياسات حزب أمة واحدة بأنها تستند إلى القومية المتطرفة والشعبوية ومعارضة المستويات العالية للهجرة. وقد وُصِفت سياساته أيضًا بأنها قومية، وقومية محافظة، ومحافظة اجتماعيًا، ومحافظة، وحمائية. وُصف موقفه السياسي بأنه يميني ويميني متطرف.
وصف الكاتب هانز جورج بيتز حزب أمة واحدة وبولين هانسون في عام 2019 بأنهم من «أوائل رواد الأعمال الشعبويين اليمينيين الراديكاليين البارزين لحشد الاستياء الشعبي ضد هدف محدد للغاية -النخبة الفكرية» وذلك في القرن الحادي والعشرين عندما «رفض جيش اليوم من المعلقين والنقاد الناخبين الشعبويين اليمينيين الراديكاليين باعتبارهم غير مهذبين، وغير متعلمين، وغير قادرين فكريًا على فهم بركات سياسات الهوية التقدمية، أثبت خطاب هانسون المناهض للنخبة عام 1996 بصيرة ثاقبة، وإن كان ترويضًا». جادل بيتز أيضًا بأن حزب أمة واحدة يختلف عن الأحزاب اليمينية الأوروبية لتركيزه على شعاره الشعبوي واصفًا إياه بالهانسونية بناءً على شخصية هانسون وعلى المناقشات الفريدة للمجتمع الأسترالي. يجادل عالم السياسة إيان مكاليستر بأن نسخة أمة واحدة لعام 2017 لا تحتوي على الكثير في مجال السياسة بخلاف «الموقف المناهض للمؤسسة» بينما جادل آخرون بأنه تغير لتركيز سياساته على معارضة الإسلام.
قيل إن سياسات حزب أمة واحدة في سنواته الأولى كانت مرادفة لمعارضة العمل الإيجابي لمجتمعات السكان الأصليين. عارضت بعض الموضوعات الرئيسية لخطاب بولين هانسون الأول عام 1998 ما وصفته بمعدلات الهجرة العالية المتزايدة من الدول الآسيوية وحجة للسياسات الحمائية الاقتصادية. شجب رئيس الوزراء الأسترالي السابق بول كيتنغ هانسون في خطاب ألقاه في عام 1996، قائلًا إنها تصور «الوجه القبيح للعنصرية» وأنها «مثيرة للانقسام بشكل خطير وتؤذي بشدة الكثير من زملائها الأستراليين». عارضت هانسون وحزب الأمة الواحدة الاتهامات بالعنصرية وجادلوا بأن الأحزاب الرئيسية بعيدة كل البعد عن العديد من الأستراليين بشأن قضايا الهجرة، وطالبي اللجوء، والتعددية الثقافية، وانتهى بهم الأمر إلى تبني بعض السياسات التي دعا إليها حزب الأمة الواحدة في البداية. أشار ميلتون أوزبورن في عام 1999 إلى أن الأبحاث أشارت إلى أن مؤيدي هانسون الأوليين لم يشيروا إلى الهجرة كسبب رئيسي لدعمهم لأمة واحدة، لكنهم بدلًا من ذلك كانوا أكثر قلقًا بشأن القضايا الاقتصادية والبطالة. أظهرت دراسة أجريت في عام 2001 أن حزب الأمة الواحدة كان له علاقات غير رسمية واسعة النطاق، وحصل على موافقات من حركات اليمين المتطرف بسبب طلبه «دعم تلك المجموعات في تأسيس الحزب وبسبب تقارب المصالح».

## السياسات

### الهجرة واللجوء
يقول حزب الأمة الواحدة إنه بينما يعترف بالمساهمات الإيجابية للمهاجرين في الحياة الأسترالية، فإنه يدعم التخفيض العام في مستويات الهجرة الصافية «ليكون قريب من متوسط القرن العشرين البالغ 70,000»، لتحقيق الاستقرار في أعداد السكان، مع الاستشهاد بالحجج الاقتصادية، والثقافية، والبيئية ضد الهجرة الجماعية. دعا الحزب إلى حظر السفر على دول معينة، على غرار تلك التي سنتها إدارة ترامب في الولايات المتحدة، من أجل مكافحة الإسلام الراديكالي ومنع هجرة الأشخاص الذين زعم الحزب أنهم أكثر عرضة لرفض القيم الأسترالية والترويج للتطرف العنيف. دعم الحزب استيعابًا أقوى للمهاجرين. سعى الحزب أيضًا إلى سحب أستراليا من اتفاقية الأمم المتحدة للاجئين وعارض الميثاق العالمي للأمم المتحدة بشأن الهجرة. بسبب هذه التصريحات، وُصف حزب «أمة واحدة» بأنه معادي للإسلام.
بعد انتهاء عمليات الإغلاق في أستراليا نتيجة لوباء كورونا، أعرب الحزب عن دعمه لإنشاء سياسة هجرة صفرية، على غرار السياسة التي قدمتها أستراليا أثناء الوباء. دعم حزب أمة واحدة السماح فقط للمهاجرين ذوي المهارات العالية من البلدان المتماسكة ثقافيًا بالاستقرار في أستراليا.

### الاقتصاد والعمالة
دعم حزب الأمة الواحدة برنامجًا حمائيًا على نطاق واسع، وقال إنه يراجع اتفاقيات التجارة الحرة ويلغي «تلك التي لا تصب في مصلحة أستراليا». عارض الملكية الأجنبية للأراضي الزراعية والشركات الأسترالية. رغبة في إعطاء الأولوية للوظائف للمواطنين الأستراليين، حقق في «إساءة استخدام تأشيرات العمل الأجنبية».
أيد حزب أمة واحدة التخفيضات الضريبية المثيرة للجدل لحكومة تورنبول في 2018.

### السياسات المحلية
نادى الحزب بإدخال الاستفتاءات التي بدأها المواطنون ويقول إنه يراجع الرواتب والمعاشات المدفوعة للسياسيين الأستراليين. في عام 2021 وافق مجلس الشيوخ على اقتراح قدمته بولين هانسون دعت فيه الحكومة الفيدرالية إلى رفض تدريس نظرية العرق النقدي في المدارس الأسترالية. دعم حظر ارتداء البرقع في الأماكن العامة. أيد حزب الأمة الواحدة تعليقات هانسون فيما يتعلق بالتقليل من أهمية الإجماع العلمي بشأن تغير المناخ. خلال النقاش حول قانون تعديل الزواج (التعريف والحريات الدينية) لعام 2017 الذي من شأنه أن يشرع زواج المثليين في أستراليا، أعربت هانسون وأعضاء آخرون في أمة واحدة عن معارضتهم لزواج المثليين. ومع ذلك، ذكرت هانسون أيضًا أن الحزب لن يتخذ موقفًا رسميًا بشأن زواج المثليين وأنه يسمح لأعضاء أمة واحدة في مجلس الشيوخ بالتصويت الحر على هذه القضية.

### القانون والنظام
ادعى حزب الأمة الواحدة أنه يريد زيادة مرافق إعادة التأهيل لمدمني المخدرات وتقديم عقوبات مدى الحياة لمهربي المخدرات، وقد أعربت بولين هانسون في السابق عن دعمها للقنب الطبي وأبدت اعتراضها الشديد على استخدام المخدرات الترويحية ومعارضة اختبار حبوب منع الحمل. دعم الحزب الملكية المسؤولة عن الأسلحة ولكنه أراد عقوبات أشد لمهربي الأسلحة. دعم الحزب أيضًا قانونًا واحدًا لجميع الأستراليين وعارض أي شكل من أشكال الشريعة الإسلامية في أستراليا.